# 7740 Petit
7740 Petit (1983 RR2) là một tiểu hành tinh vành đai chính được phát hiện ngày 6 tháng 9 năm 1983 bởi E. Bowell ở trạm Anderson Mesa thuộc Đài thiên văn Lowell.